# Pensionskasse PIG
Die Pensionskasse PIG (Pensionskasse für Industrie und Gewerbe) war eine kleine Pensionskasse mit Sitz in Winterthur, die vorwiegend in der Region Winterthur tätig war.
Der Pensionskasse waren Ende 2008 66 Betriebe mit insgesamt 253 Versicherten angeschlossen, davon waren 239 aktive Versicherte und 14 Rentenbezüger. Die Bilanzsumme belief sich auf 23,544 Millionen Franken. Den 5,2 Millionen Franken an Beiträgen und Eintrittsleistungen standen 2008 Leistungen und Vorbezüge von 4,8 Millionen Franken gegenüber.

## Organisation
Die Geschäftsführung der als Genossenschaft organisierten Pensionskasse lag bei einer Treuhandunternehmung.

## Geschichte
Die Pensionskasse wurde im Juli 1983 in Hinblick auf die Einführung des Berufs-Vorsorge-Gesetzes (Drei-Säulen-System) von verschiedenen Unternehmungen aus der Region Winterthur gegründet. Im Jahr 2000 wurde die Pensionskasse Rewil aus Wil von der PIG übernommen.
An der Generalversammlung vom 22. August 2018 wurde die Liquidation der Genossenschaft beschlossen.